# Шарлотта Амалия Шлезвиг-Гольштейн-Зондербург-Плёнская
Шарло́тта Ама́лия Плё́нская (дат. Charlotte Amalie af Pløn), или Шарло́тта Ама́лия Вильгелми́на Го́льштейн-Плё́нская (дат. Charlotte Amalie af Holsten-Pløn), полное имя Шарло́тта Ама́лия Вильгельми́на Шле́звиг-Го́льштейн-Зо́ндербург-Плё́нская (дат. Charlotte Amalie Vilhelmine af Slesvig-Holsten-Sønderborg-Pløn; 23 апреля 1744, Плён, герцогство Плён — 11 октября 1770, Августенбург, герцогство Августенбург) — принцесса из Плёнского дома, дочь Фредерика Карла, герцога Плёна. Жена Фредерика Кристиана I; в замужестве — герцогиня Августенбурга.

## Биография
Шарлотта Амалия Вильгельмина родилась в Плёне 23 апреля 1744 года. Она была третьей из четырёх дочерей в семье Фредерика Карла, герцога Плёна и его супруги Кристины Армгарды, урождённой графини фон Ревентлов. По отцовской линии принцесса приходилась внучкой Кристиану Карлу, герцогу Плёна и Доротее Кристине фон Айхельберг. По материнской линии была внучкой Кристиана Детлева, графа фон Ревентлов и Бенедикты Маргариты фон Брокдорф.
Красивая, умная и богатая Шарлотта Амалия считалась одной из самых завидных невест среди владетельных домов того времени. На приданое принцессы её супруг построил новый дворец в Августенбурге.
Шарлотта Амалия умерла в Августенбурге 11 октября 1770 года, через неделю после рождения последнего ребёнка.

### Брак и потомство
В Райнфельде 26 мая 1762 года Шарлотта Амалия сочеталась браком с наследным принцем Фредериком Кристианом, будущим герцогом Августенбурга под именем Фредерика Кристиана I, сыном Кристиана Августа I, герцога Августенбурга и графини Луизы Фредерики аф Даннескьольд-Самсё. В браке у супругов родились семеро детей — три дочери и четыре сына:
- Луиза Кристина Каролина (16.02.1763 — 27.01.1764), принцесса Августенбургская, умерла в младенческом возрасте;
- Луиза Каролина Шарлотта (17.02.1764 — 2.08.1815) принцесса Августенбургская;
- Фредерик Кристиан (28.09.1765 — 14.06.1814), герцог Августенбурга под именем Фредерика Кристиана II, в Кристианборге 27 мая 1786 года сочетался браком с принцессой Луизой Августой Датской (7.07.1771 — 13.01.1843), дочерью Кристиана VII, короля Дании;
- Фредерик Карл Эмиль (8.03.1767 — 14.06.1841), принц Августенбургский, в Лейпциге 29 сентября 1801 года сочетался браком с баронессой Софией Элеонорой Фредерикой фон Шел (1776—1836), дочерью барона Юргена Эрика фон Шела;
- Кристиан Август (9.07.1768 — 28.05.1810), принц Августенбургский, генерал-губернатор Норвегии, наследный принц Швеции под именем Карла Августа;
- София Амалия (10.08.1769 — 6.10.1769), принцесса Августенбургская, умерла в младенческом возрасте;
- Карл Вильгельм (4.10.1770 — 22.02.1771), принц Августенбургский, умер в младенческом возрасте.